# 2023
Il 2023 (MMXXIII in numeri romani) è un anno  del XXI secolo.

## Eventi

### Gennaio
- 1º gennaio:
  - la Svezia assume la presidenza di turno dell'Unione europea.
  - Luiz Inácio Lula da Silva presta giuramento come presidente del Brasile.[1]
  - la Croazia adotta l'euro come moneta corrente ed entra nello Spazio Schengen.[2]
- 8 gennaio: migliaia di manifestanti a favore dell'ex presidente Jair Bolsonaro prendono d'assalto il Congresso nazionale del Brasile. In serata, la polizia militare riesce a sgominare i manifestanti.[3]
- 15 gennaio: il Volo Yeti Airlines 691 si schianta a Pokhara, Nepal. L'incidente ha ucciso almeno 68 passeggeri, tra cui 15 cittadini stranieri e quattro membri dell'equipaggio.
- 16 gennaio: a Palermo viene arrestato dai Carabinieri del ROS Matteo Messina Denaro, boss di Cosa nostra, dopo una latitanza di trent'anni.[4]
- 19 gennaio: in seguito ad un impopolare progetto di riforma del sistema pensionistico francese, in tutta la Francia scoppiano proteste popolari, conclusesi l'8 giugno, a riforma completata.[5]
- 30 gennaio: a Peshawar, in Pakistan, un attentatore suicida si fa esplodere in una moschea, causando centinaia di vittime.

### Febbraio

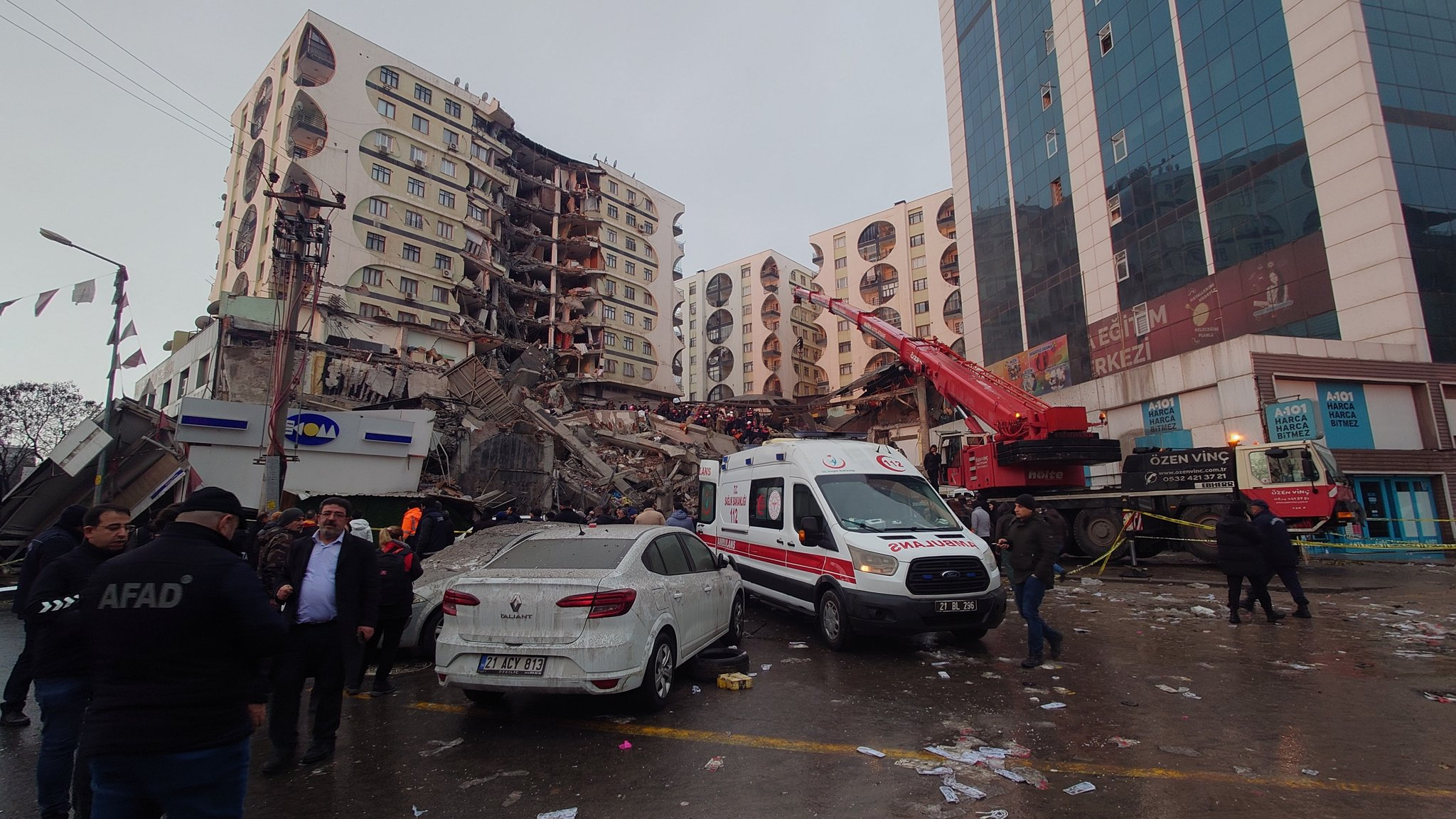
Soccorritori presso il centro d'affari Galeria distrutto a Diyarbakır.

- 2 febbraio: la C/2022 E3 (ZTF) o “Cometa di Neanderthal”, scoperta il 2 marzo 2022 e così battezzata per la sua periodicità di 50 000 anni, passa nel punto più vicino alla Terra poco prima dell'alba, a 42 milioni di chilometri di distanza.
- 6 febbraio: un terremoto di magnitudo 7,9 provoca almeno 57 000 vittime, oltre 120 000 feriti e più di 5 milioni di sfollati tra la Turchia e la Siria. Il presidente turco, Recep Tayyip Erdoğan, proclama 7 giorni di lutto nazionale.
- 12 febbraio: Nikos Christodoulides viene eletto al ballottaggio delle elezioni presidenziali di Cipro e ha assunto ufficialmente la carica il 28 febbraio.
- 21 febbraio: la Russia sospende la sua partecipazione al trattato New START, firmato con gli Stati Uniti.[6]
- 25 febbraio: Bola Tinubu viene eletto presidente della Nigeria a seguito delle elezioni generali in Nigeria, il quale assumerà ufficialmente la carica il 29 maggio.
- 27 febbraio: l'Unione europea ed il Regno Unito raggiungono un accordo (il cosiddetto Windsor Framework) per la modifica del Protocollo sull'Irlanda del Nord.[7]

### Marzo

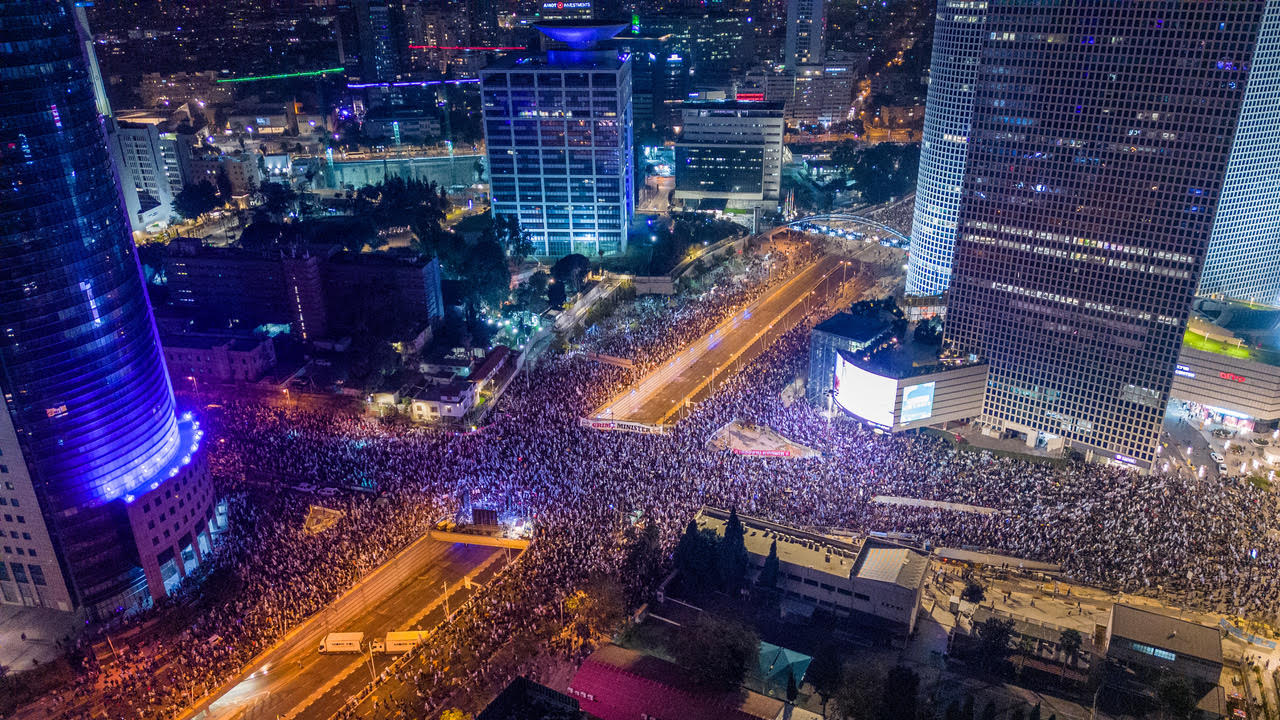
Proteste contro la riforma della giustizia a Tel Aviv

- 5 marzo: elezioni parlamentari in Estonia.
- 10 marzo: 
  - il Congresso nazionale del popolo rielegge, all'unanimità, il Presidente Xi Jinping per il terzo mandato al potere.[8]
  - Iran ed Arabia Saudita ristabiliscono, con la mediazione della Cina, le loro relazioni diplomatiche, sospese dal 2016.[9]
- 17 marzo: la Corte penale internazionale emette un mandato di arresto per il presidente russo Vladimir Putin, il primo contro un membro permanente del Consiglio di sicurezza delle Nazioni Unite.[10]
- 26 marzo: in Israele, in seguito ad un contestato progetto di riforma della giustizia, si verificano importanti proteste popolari.[11]
- 27 marzo: Massacro della Covenant School nel Tennessee, Stati Uniti.

### Aprile
- 2 aprile:
  - elezioni parlamentari in Bulgaria.
  - Jakov Milatović viene eletto presidente del Montenegro a seguito delle elezioni presidenziali.
  - elezioni parlamentari in Finlandia.
  - elezioni legislative in Andorra.
- 4 aprile: la Finlandia entra a far parte della NATO.[12]
- 15 aprile: 
  - la Germania abbandona definitivamente la sua produzione di energia nucleare.[13]
  - in seguito a tensioni tra i vertici della giunta militare al potere in Sudan, scoppia un conflitto armato, poi sfociato in guerra civile, tra le Forze armate sudanesi e le Rapid Support Forces.[14]
- 20 aprile: eclissi solare.
- 30 aprile: elezioni generali in Paraguay.

### Maggio

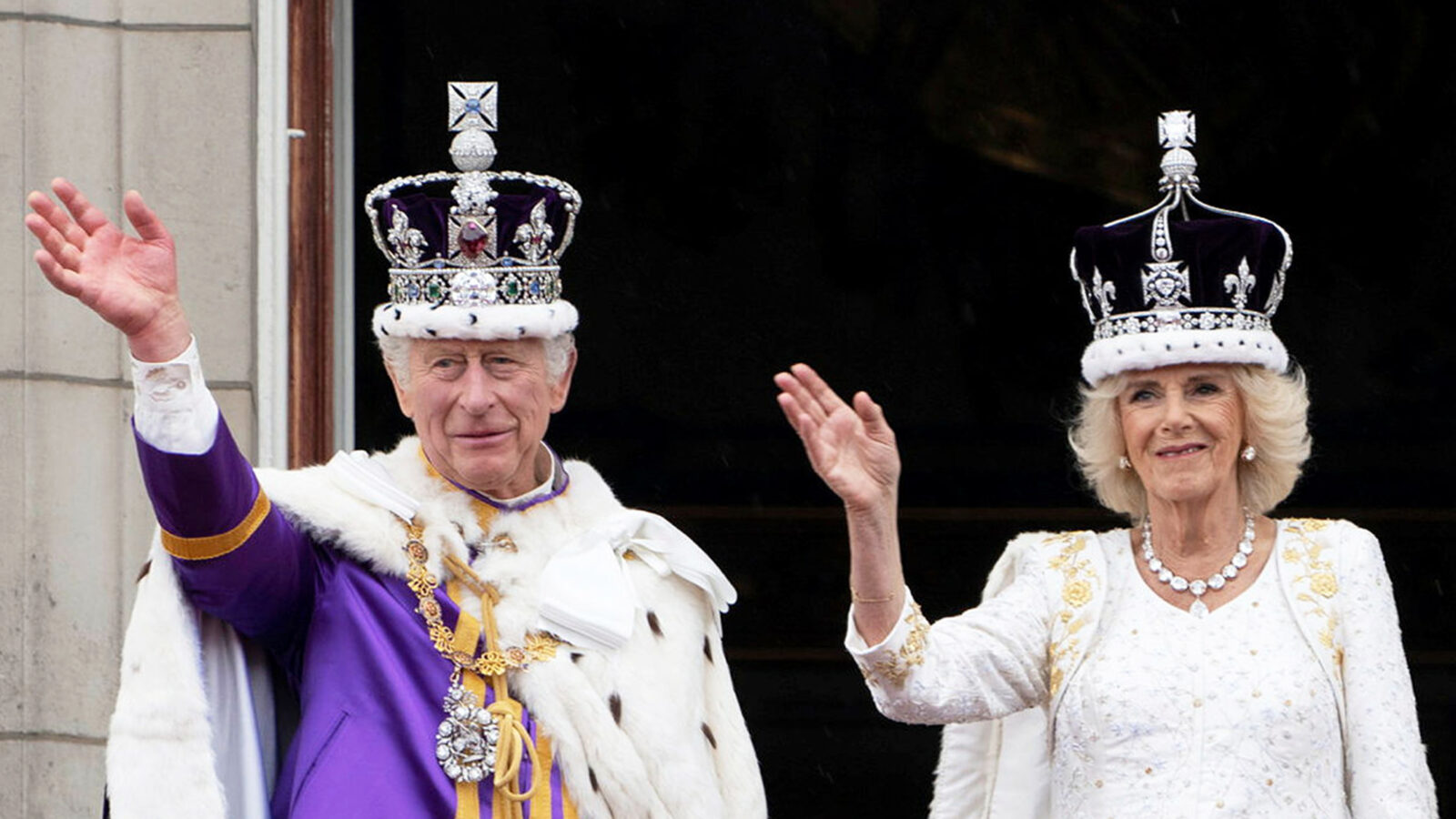
Re Carlo III del Regno Unito e la Regina consorte Camilla salutano la folla a Buckingham Palace dopo l'incoronazione

- 3 maggio: a Belgrado il quattordicenne Kosta Kecmanovič uccide in una sparatoria dieci compagni di classe[15]; il fatto scatena proteste e manifestazioni[16].
- 5 maggio: l'Organizzazione mondiale della sanità dichiara ufficialmente finita la pandemia di COVID-19 come emergenza globale.[17]
- 6 maggio: Re Carlo III del Regno Unito e la Regina consorte Camilla sono incoronati nell'abbazia di Westminster a Londra.[18]
- 7 maggio: la Siria è riammessa a pieno titolo nella Lega Araba, dopo essere stata sospesa dal 2011.[19]
- 11 maggio: l'Organizzazione mondiale della sanità dichiara ufficialmente finita l'emergenza sanitaria globale dovuta al vaiolo delle scimmie, sorta dopo la nascita di piccoli focolai in giro per il mondo.[20]
- 13 maggio: si svolge il primo turno delle elezioni parlamentari in Mauritania; il secondo turno si tenne il 27 maggio.
- 14 maggio: elezioni parlamentari in Thailandia.
- 21 maggio:
  - elezioni parlamentari in Grecia.
  - elezioni parlamentari a Timor Est.
- 28 maggio: si svolge il secondo turno delle elezioni presidenziali in Turchia; il Presidente uscente, Recep Tayyip Erdoğan, risulta rieletto.
- 31 maggio: Edgars Rinkēvičs è eletto Presidente della Lettonia.

### Giugno
- 4 giugno:
  - elezioni parlamentari in Guinea-Bissau.
  - elezioni parlamentari in Kuwait.
- 14 giugno: gli scienziati annunciano la creazione del primo embrione umano sintetico da cellule staminali, senza la necessità di spermatozoi o ovociti.[21]
- 19 giugno: l'Assemblea generale delle Nazioni Unite adotta all'unanimità il Trattato dell'Alto Mare, il primo trattato mirante alla conservazione marina nelle acque internazionali.[22]
- 23 giugno: il gruppo Wagner, guidato da Evgenij Prigožin, inizia una rivolta militare contro l'esercito russo, prendendo il controllo della città di Rostov sul Don e parti dell'Oblast' di Voronež prima di ritirarsi il giorno successivo, dopo un accordo di pace mediato dal presidente bielorusso Aljaksandr Lukašėnka.[23]
- 25 giugno: elezioni parlamentari in Grecia.
- 28 giugno: elezioni generali in Sierra Leone.
- 30 giugno: il Consiglio di sicurezza delle Nazioni Unite approva la fine della sua operazione di peacekeeping in Mali, denominata “MINUSMA”.[24]

### Luglio
- 1º luglio: la Spagna assume la presidenza di turno dell'Unione europea.
- 4 luglio: l'Iran entra a far parte dell'Organizzazione per la Cooperazione di Shanghai, diventando il nono membro dell'organizzazione.
- 23 luglio:
  - elezioni parlamentari in Cambogia.
  - elezioni generali in Spagna.
- 26 luglio: il presidente nigerino Mohamed Bazoum viene rovesciato in un colpo di stato organizzato dalla guardia presidenziale e dalle forze armate; quest'ultime hanno dunque preso il controllo del paese e installato il generale Abdourahamane Tchiani come leader di una giunta militare.[25]

### Agosto

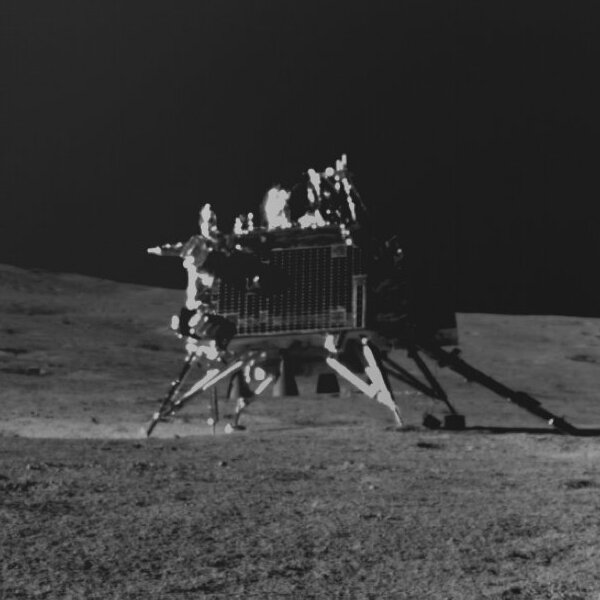
La sonda indiana Chandrayaan-3 sul suolo lunare

- 1º-6 agosto: Giornata mondiale della gioventù 2023 a Lisbona in Portogallo.
- 20 agosto: Bernardo Arévalo viene eletto al secondo turno delle elezioni generali in Guatemala.
- 23 agosto
  - l'India compie con successo il suo primo allunaggio con la sonda Chandrayaan-3; è il quarto paese al mondo a compiere tale impresa (dopo Unione Sovietica, Stati Uniti d'America e Cina) e il primo a raggiungere il polo sud lunare.[26][27]
  - Disastro dell'Embraer Legacy 600 del Gruppo Wagner.
  - elezioni generali in Zimbabwe.
- 30 agosto: a seguito dell'annuncio della rielezione del presidente del Gabon in carica Ali Bongo Ondimba, successivamente alle elezioni presidenziali, i militari effettuano un colpo di stato, spodestando il presidente e ponendo al suo posto il generale Brice Clotaire Oligui Nguema.[28]

### Settembre
- 1º settembre: elezioni presidenziali a Singapore.
- 2 settembre: l'Indian Space Research Organisation lancia con successo “Aditya-L1”, la prima missione di osservazione solare dell'India.[29]
- 8 settembre: un terremoto di magnitudo 6,9 colpisce la regione marocchina di Marrakech-Safi, causando 2 900 vittime, 5 000 feriti e danneggiando moltissimi edifici.[30]
- 10 settembre: in Libia il passaggio del ciclone Daniel provoca 5 000 morti e tra 10 000 e 100 000 dispersi; in aggiunta, nella città di Derna, il collasso di due dighe causa importanti allagamenti e distruzioni.[31]
- 19 settembre: nell'ambito della disputa territoriale sul Nagorno-Karabakh, l'Azerbaijan lancia un'offensiva militare contro la non-riconosciuta Repubblica dell'Artsakh (supportata dall'Armenia), portando alla sua dissoluzione e all'esodo di almeno 100 000 abitanti dell'area.[32][33][34]
- 30 settembre: 
  - elezioni parlamentari in Slovacchia.
  - si svolge il secondo turno delle elezioni presidenziali nelle Maldive; il primo si è tenuto il 9 settembre.

### Ottobre
- 7 ottobre: un attacco di Hamas contro Israele provoca l'inizio di un conflitto militare nella striscia di Gaza.
- 10 ottobre: si tiene il primo turno delle elezioni presidenziali in Liberia; il secondo turno si tenne il 14 novembre.
- 14 ottobre: 
  - eclissi solare.
  - referendum costituzionale in Australia.
  - elezioni generali in Nuova Zelanda.
- 15 ottobre:
  - si svolge il secondo turno delle elezioni generali suppletive in Ecuador; Daniel Noboa è eletto nuovo Presidente fino alle successive elezioni generali, previste per il 2025.
  - elezioni parlamentari in Polonia.
- 22 ottobre: elezioni federali in Svizzera.

### Novembre
- 16 novembre: elezioni presidenziali in Madagascar.
- 19 novembre: Javier Milei viene eletto presidente dell'Argentina a seguito delle elezioni presidenziali.
- 20 novembre: elezioni generali nelle Isole Marshall.
- 22 novembre: elezioni legislative nei Paesi Bassi.
- 24 novembre: la Somalia entra a far parte della Comunità dell'Africa orientale, dopo aver fatto richiesta nel 2012.[35]

### Dicembre
- 3 dicembre: con un referendum simbolico di annessione del territorio conteso della Guayana Esequiba, giuridicamente sotto il controllo della Guyana, il Venezuela riacuisce la crisi nella regione, latente dal 1966, causando le proteste del governo guyanese.[36]
- 10-12 dicembre: elezioni presidenziali in Egitto; il Presidente uscente, Abdel Fattah al-Sisi viene rieletto.
- 12 dicembre: la COP28 si tiene a Dubai, negli Emirati Arabi Uniti.
- 16 dicembre: con la morte dell'Emiro del Kuwait Nawaf Al-Ahmad Al-Jaber Al Sabah, la corona del paese passa al fratellastro Misha'al Al-Ahmad Al-Jaber Al Sabah.
- 17 dicembre: elezioni parlamentari in Serbia.
- 20-24 dicembre: elezioni generali nella Repubblica Democratica del Congo.

## Nati
- 27 marzo - Francesco di Lussemburgo, principe lussemburghese
- 9 settembre - Sonam Yangden Wangchuck, principessa bhutanese

## Morti
Ci sono circa 2 350 voci su persone morte nel 2023; vedi la pagina Morti nel 2023 per un elenco descrittivo o la categoria Morti nel 2023 per un indice alfabetico.

## Calendario
| Calendario 2023 | Calendario 2023 | Calendario 2023 | Calendario 2023 | Calendario 2023 | Calendario 2023 | Calendario 2023 | Calendario 2023 | Calendario 2023 | Calendario 2023 | Calendario 2023 | Calendario 2023 | Calendario 2023 | Calendario 2023 | Calendario 2023 | Calendario 2023 | Calendario 2023 | Calendario 2023 | Calendario 2023 | Calendario 2023 | Calendario 2023 | Calendario 2023 | Calendario 2023 | Calendario 2023 | Calendario 2023 | Calendario 2023 | Calendario 2023 | Calendario 2023 | Calendario 2023 | Calendario 2023 | Calendario 2023 | Calendario 2023 | Calendario 2023 |
| --------------- | --------------- | --------------- | --------------- | --------------- | --------------- | --------------- | --------------- | --------------- | --------------- | --------------- | --------------- | --------------- | --------------- | --------------- | --------------- | --------------- | --------------- | --------------- | --------------- | --------------- | --------------- | --------------- | --------------- | --------------- | --------------- | --------------- | --------------- | --------------- | --------------- | --------------- | --------------- | --------------- |
|                 | 1               | 2               | 3               | 4               | 5               | 6               | 7               | 8               | 9               | 10              | 11              | 12              | 13              | 14              | 15              | 16              | 17              | 18              | 19              | 20              | 21              | 22              | 23              | 24              | 25              | 26              | 27              | 28              | 29              | 30              | 31              |                 |
| Gennaio         | Do              | Lu              | Ma              | Me              | Gi              | Ve              | Sa              | Do              | Lu              | Ma              | Me              | Gi              | Ve              | Sa              | Do              | Lu              | Ma              | Me              | Gi              | Ve              | Sa              | Do              | Lu              | Ma              | Me              | Gi              | Ve              | Sa              | Do              | Lu              | Ma              |                 |
| Febbraio        | Me              | Gi              | Ve              | Sa              | Do              | Lu              | Ma              | Me              | Gi              | Ve              | Sa              | Do              | Lu              | Ma              | Me              | Gi              | Ve              | Sa              | Do              | Lu              | Ma              | Me              | Gi              | Ve              | Sa              | Do              | Lu              | Ma              |                 |                 |                 |                 |
| Marzo           | Me              | Gi              | Ve              | Sa              | Do              | Lu              | Ma              | Me              | Gi              | Ve              | Sa              | Do              | Lu              | Ma              | Me              | Gi              | Ve              | Sa              | Do              | Lu              | Ma              | Me              | Gi              | Ve              | Sa              | Do              | Lu              | Ma              | Me              | Gi              | Ve              |                 |
| Aprile          | Sa              | Do              | Lu              | Ma              | Me              | Gi              | Ve              | Sa              | Do              | Lu              | Ma              | Me              | Gi              | Ve              | Sa              | Do              | Lu              | Ma              | Me              | Gi              | Ve              | Sa              | Do              | Lu              | Ma              | Me              | Gi              | Ve              | Sa              | Do              |                 |                 |
| Maggio          | Lu              | Ma              | Me              | Gi              | Ve              | Sa              | Do              | Lu              | Ma              | Me              | Gi              | Ve              | Sa              | Do              | Lu              | Ma              | Me              | Gi              | Ve              | Sa              | Do              | Lu              | Ma              | Me              | Gi              | Ve              | Sa              | Do              | Lu              | Ma              | Me              |                 |
| Giugno          | Gi              | Ve              | Sa              | Do              | Lu              | Ma              | Me              | Gi              | Ve              | Sa              | Do              | Lu              | Ma              | Me              | Gi              | Ve              | Sa              | Do              | Lu              | Ma              | Me              | Gi              | Ve              | Sa              | Do              | Lu              | Ma              | Me              | Gi              | Ve              |                 |                 |
| Luglio          | Sa              | Do              | Lu              | Ma              | Me              | Gi              | Ve              | Sa              | Do              | Lu              | Ma              | Me              | Gi              | Ve              | Sa              | Do              | Lu              | Ma              | Me              | Gi              | Ve              | Sa              | Do              | Lu              | Ma              | Me              | Gi              | Ve              | Sa              | Do              | Lu              |                 |
| Agosto          | Ma              | Me              | Gi              | Ve              | Sa              | Do              | Lu              | Ma              | Me              | Gi              | Ve              | Sa              | Do              | Lu              | Ma              | Me              | Gi              | Ve              | Sa              | Do              | Lu              | Ma              | Me              | Gi              | Ve              | Sa              | Do              | Lu              | Ma              | Me              | Gi              |                 |
| Settembre       | Ve              | Sa              | Do              | Lu              | Ma              | Me              | Gi              | Ve              | Sa              | Do              | Lu              | Ma              | Me              | Gi              | Ve              | Sa              | Do              | Lu              | Ma              | Me              | Gi              | Ve              | Sa              | Do              | Lu              | Ma              | Me              | Gi              | Ve              | Sa              |                 |                 |
| Ottobre         | Do              | Lu              | Ma              | Me              | Gi              | Ve              | Sa              | Do              | Lu              | Ma              | Me              | Gi              | Ve              | Sa              | Do              | Lu              | Ma              | Me              | Gi              | Ve              | Sa              | Do              | Lu              | Ma              | Me              | Gi              | Ve              | Sa              | Do              | Lu              | Ma              |                 |
| Novembre        | Me              | Gi              | Ve              | Sa              | Do              | Lu              | Ma              | Me              | Gi              | Ve              | Sa              | Do              | Lu              | Ma              | Me              | Gi              | Ve              | Sa              | Do              | Lu              | Ma              | Me              | Gi              | Ve              | Sa              | Do              | Lu              | Ma              | Me              | Gi              |                 |                 |
| Dicembre        | Ve              | Sa              | Do              | Lu              | Ma              | Me              | Gi              | Ve              | Sa              | Do              | Lu              | Ma              | Me              | Gi              | Ve              | Sa              | Do              | Lu              | Ma              | Me              | Gi              | Ve              | Sa              | Do              | Lu              | Ma              | Me              | Gi              | Ve              | Sa              | Do              |                 |

## Premi Nobel

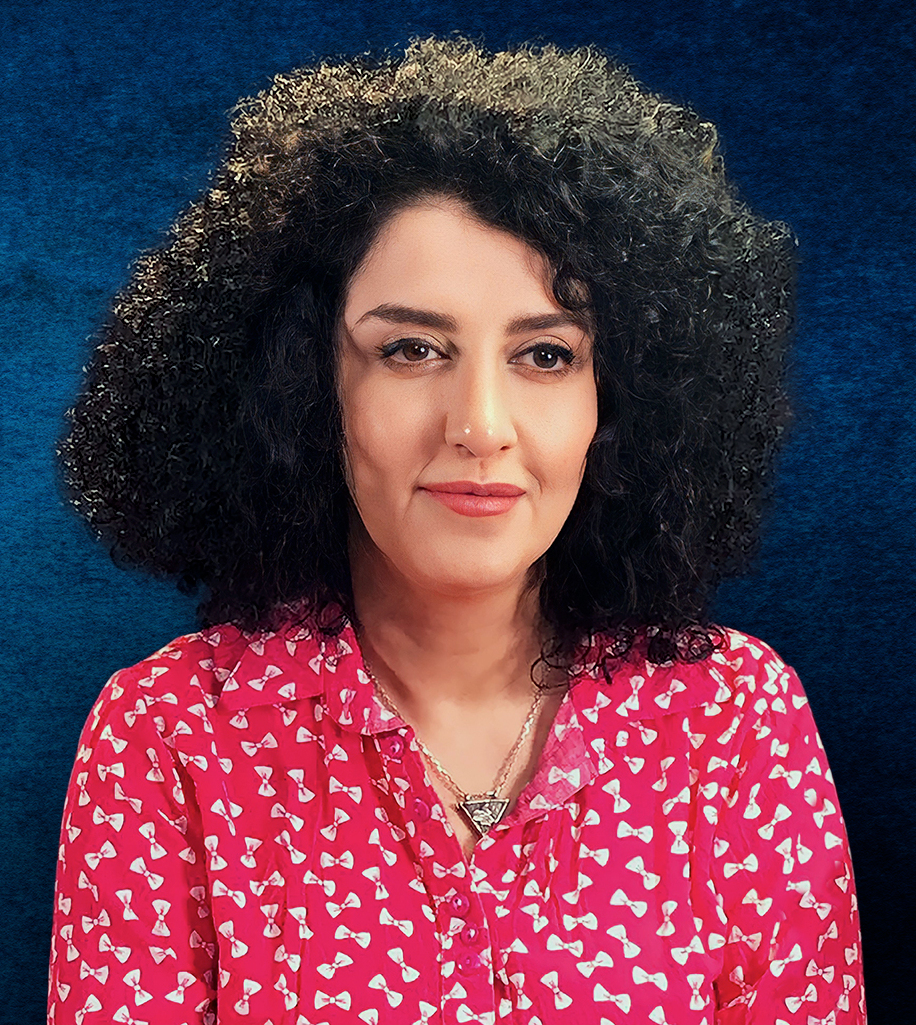
Narges Mohammadi

In quest'anno sono stati conferiti i seguenti Premi Nobel:
- per la medicina: Katalin Karikó, Drew Weissman
- per la fisica: Pierre Agostini, Ferenc Krausz, Anne L'Huillier
- per la chimica: Moungi Bawendi, Louis E. Brus, Aleksej Ekimov
- per la letteratura: Jon Fosse
- per la pace: Narges Mohammadi
- per l'economia: Claudia Goldin

## Musica
- 9 - 13 maggio: Loreen vince per la Svezia la 67ª edizione dell'Eurovision Song Contest, ospitata a Liverpool, nel Regno Unito, con la canzone Tattoo. Si tratta della seconda vittoria per la cantante dopo aver trionfato nel 2012.
- 26 novembre: Zoé Clauzure vince per la Francia la 21ª edizione del Junior Eurovision Song Contest, ospitata a Nizza, in Francia, con la canzone Cœur. Si tratta della terza vittoria francese (che raggiunge il record detenuto dalla Georgia) e della seconda volta che la nazione vincitrice coincide con quella ospitante, vincendo due edizioni consecutive (dopo la Polonia nel 2019).

## Sport
- 29 gennaio: la Danimarca vince il campionato mondiale maschile di pallamano per la terza volta consecutiva.
- 31 maggio: a Budapest il Siviglia vince la UEFA Europa League 2022-2023 dopo aver battuto ai tiri di rigore per 4-1 la Roma.
- 7 giugno: a Praga il West Ham vince la UEFA Europa Conference League 2022-2023 dopo aver battuto per 2-1 la Fiorentina.
- 10 giugno: a Istanbul il Manchester City diventa campione d'Europa di calcio per la prima volta dopo aver battuto 1-0 l'Inter.
- Dal 20 luglio al 20 agosto: IX Campionato mondiale femminile di calcio in Australia e in Nuova Zelanda.
- Dal 28 luglio all'8 agosto: XXXI Universiade a Chengdu in Cina.
- Dall'8 settembre al 28 ottobre: X Campionato mondiale di rugby in Francia, vinto per la quarta volta dal Sudafrica.
- 22 ottobre: Max Verstappen vince il campionato mondiale di Formula 1.
- 4 novembre: il Fluminense vince la sua prima Coppa Libertadores battendo 2-1 ai tempi supplementari il Boca Juniors al Maracanã.
- 26 novembre: a Valencia Francesco Bagnaia vince il Motomondiale nella classe Moto GP per la seconda volta consecutiva.
- 22 dicembre: a Gedda il Manchester City diventa campione del mondo di calcio per la prima volta battendo per 4-0 il Fluminense.